# Michael Dietrich von Hermannsthal
Michael Dietrich von Hermannsthal, Szinnyeinél Dietrich Mihály Gusztáv (Beszterce, 1818 – Nagyszeben, 1882. október 9.) ezredes.

## Élete
1835-ben hadapródként lépett a székely 14. sz. határőrezredbe. 1842-ben hadnaggyá, 1848-ban főhadnaggyá, 1849-ben századossá léptették elő. 1859-ben őrnagy és a 29. tábori vadászzászlóalj parancsnoka, 1864-ben alezredes és 1866-ban ezredes lett. 1848–1849-ben Erdélyben és 1866-ban Csehországban harcolt az osztrák hadseregben. 1868-ban nyugalomba vonult.
Történeti cikke Unter Oesterreichs Doppeladler. Kriegsgeschichtliche Erinnerungen an und für seine Landsleute címen az Archiv des Vereins für siebenbürgische Landeskunde-ban (neue Folge XVI. és XVII.) jelent meg.